# Territirritia
Territirritia is een geslacht van rechtvleugeligen uit de familie krekels (Gryllidae). De wetenschappelijke naam van dit geslacht is voor het eerst geldig gepubliceerd in 1996 door Rentz & Su.

## Soorten
Het geslacht Territirritia  is monotypisch en omvat slechts de volgende soort:
- Territirritia tya (Rentz & Su, 1996)